# Hussein (roi de Jordanie)
Pour les articles homonymes, voir Hussein.

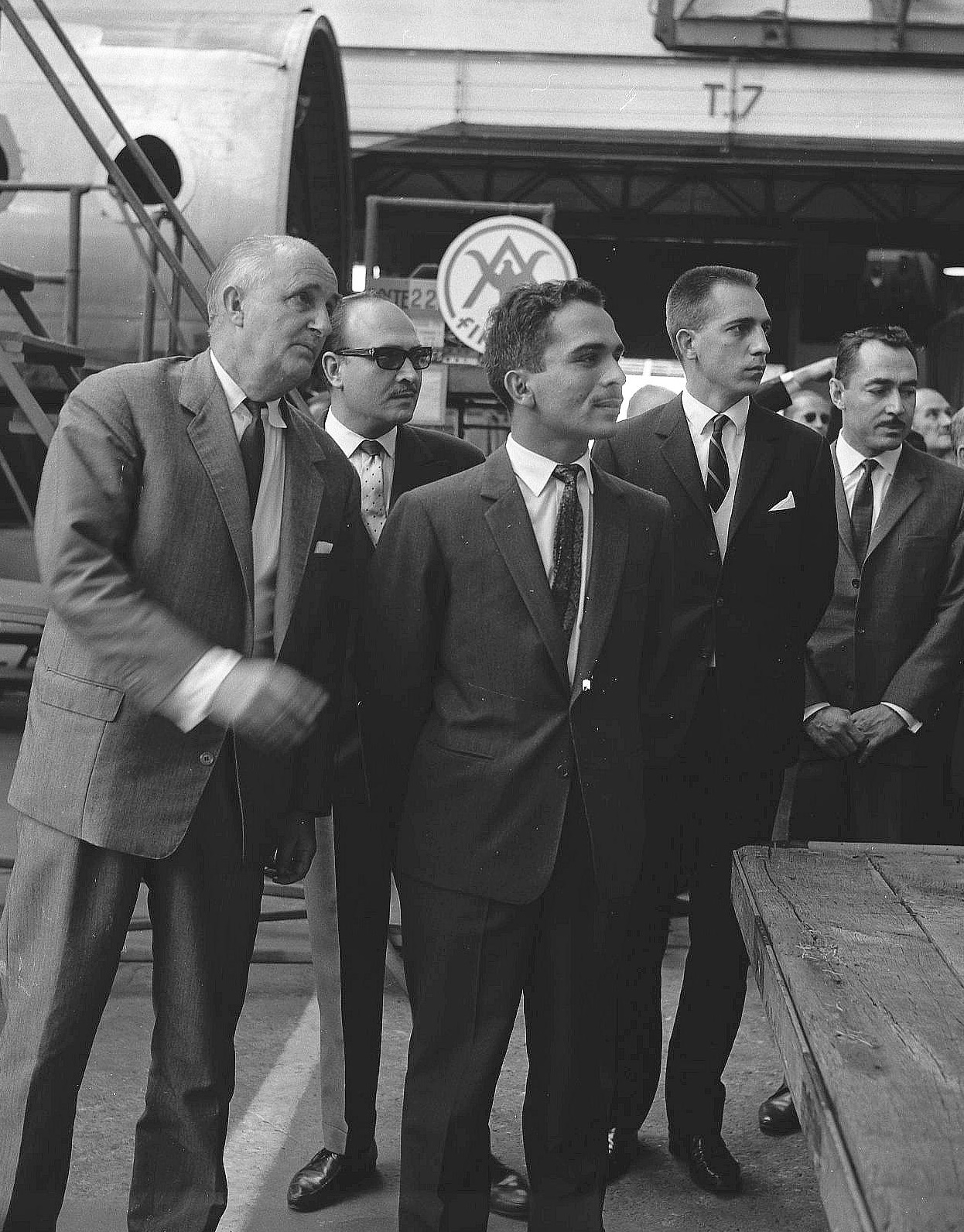
Le roi de Jordanie à Sud Aviation (Toulouse – 1963).

Hussein ben Talal (arabe : الحسين بن طلال), né le 14 novembre 1935 à Amman et mort le 7 février 1999 dans la même ville, est roi de Jordanie pendant plus de 46 ans, du 11 août 1952 au 7 février 1999. Membre de la dynastie hachémite, la famille royale de Jordanie depuis 1921, Hussein serait un descendant direct de Mahomet à la 40e génération. 
Né à Amman, Hussein est l'aîné des enfants de Talal bin Abdullah et de Zein al-Sharaf bint Jamil. Talal était alors l'héritier de son propre père, le roi Abdallah Ier. Hussein a commencé sa scolarité à Amman et l'a poursuivie à l'étranger. Après que Talal soit devenu roi en 1951, Hussein a été nommé héritier présomptif. Le Parlement jordanien a contraint Talal à abdiquer un an plus tard en raison de sa maladie, et un conseil de régence a été nommé jusqu'à ce que Hussein atteigne sa majorité. Il est intronisé à l'âge de 17 ans, le 2 mai 1953. Hussein s'est marié quatre fois et a eu onze enfants.
Hussein, monarque constitutionnel doté de larges pouvoirs exécutifs et législatifs, a commencé son règne par ce que l'on a appelé une « expérience libérale », en autorisant en 1956 la formation du seul gouvernement démocratiquement élu de l'histoire de la Jordanie. Quelques mois après le début de l'expérience, il a forcé ce gouvernement à démissionner, déclarant la loi martiale et interdisant les partis politiques. Sous Hussein, la Jordanie a mené trois guerres avec Israël, dont la guerre des six jours en 1967, qui s'est soldée par la perte de la Cisjordanie par la Jordanie. En 1970, Hussein a expulsé de Jordanie les combattants palestiniens (fedayeen) qui avaient menacé la sécurité du pays lors de ce que l'on a appelé le « septembre noir » en Jordanie. Le roi a renoncé aux liens de la Jordanie avec la Cisjordanie en 1988, après que l'Organisation de libération de la Palestine a été reconnue internationalement comme le seul représentant des Palestiniens. Il a levé la loi martiale et réintroduit les élections en 1989 lorsque des émeutes provoquées par des hausses de prix se sont propagées dans le sud de la Jordanie. En 1994, il est devenu le deuxième chef d'État arabe à signer un traité de paix avec Israël.
Au moment de l'accession de Hussein en 1953, la Jordanie était une jeune nation et contrôlait la Cisjordanie. Le pays dispose de peu de ressources naturelles et d'une importante population de réfugiés palestiniens à la suite de la guerre israélo-arabe de 1948. Hussein a dirigé son pays pendant quatre décennies turbulentes marquées par le conflit israélo-arabe et la guerre froide, réussissant à équilibrer les pressions des nationalistes arabes, des islamistes, de l'Union soviétique, des pays occidentaux et d'Israël, et transformant la Jordanie, à la fin de son règne de 46 ans, en un État moderne et stable. Après 1967, il s'est engagé dans des efforts pour résoudre le conflit israélo-palestinien. Il a joué le rôle d'intermédiaire conciliant entre les différents rivaux du Moyen-Orient et a été considéré comme l'artisan de la paix dans la région. Il était vénéré pour avoir gracié des dissidents et des opposants politiques et leur avoir accordé des postes de haut niveau au sein du gouvernement. Hussein, qui a survécu à des dizaines de tentatives d'assassinat et de complots visant à le renverser, est le dirigeant qui a régné le plus longtemps dans la région. Il est décédé à l'âge de 63 ans des suites d'un cancer en 1999 et son fils aîné, Abdullah II, lui a succédé.

## Biographie

### Jeunesse (1935-1951)

#### Naissance et famille
Hussein est né le 14 novembre 1935 à Amman, capitale de la Jordanie. Il est le troisième souverain hachémite à avoir régné sur le pays. La famille hachémite prétend descendre de Hâchim, l'arrière-grand-père du prophète Mahomet.

#### Éducation et formation
Hussein est élevé à Amman jusqu'à ce que son grand-père le roi Abdallah Ier l'envoie étudier au collège Victoria d'Alexandrie en Égypte avant de l'envoyer en Angleterre au collège d'Harrow et à l'école militaire de Sandhurst. Cependant il fait de nombreux retours dans son pays natal pour apprendre la manière de gouverner. Le 20 juillet 1951, le roi Abdallah Ier se fait assassiner sous ses yeux à Jérusalem par Mustapĥa Ashu, âgé de 21 ans, de deux balles dans la poitrine et une dans la tête, et ce, sur ordre probable de Mohammed Amin al-Husseini (1895-1974, grand mufti de Jérusalem) via le colonel Abdullah Tal (en) (El Tell, 1918-1973, alors gouverneur de Jérusalem-Est). Hussein est lui-même blessé lors de l'attaque. Cet assassinat est lié à l'annexion de la Cisjordanie par Abdallah Ier lors de la première guerre israélo-arabe.

#### Assassinat d'AbdallahIer
À l'âge de seize ans, le 20 juillet 1951, il devient l'héritier du trône jordanien lorsque son grand-père paternel, le roi Abdallah 1er meurt assassiné, et que son père Talal monte sur le trône. Il est officiellement fait prince hériter le 9 septembre 1951. Il perçoit à partir de ses 21 ans des paiements à titre personnel de la CIA, lui permettant notamment d'assouvir son goût pour les voitures de luxe.

### Roi de Jordanie (1952-1999)

#### Accession au trône et régence
Le 11 août 1952, le roi Talal, son père, poussé par le Parlement qui ne le considère pas à la hauteur, abdique, officiellement pour raisons de santé (il souffrait de schizophrénie) et Hussein monte sur le trône. Dans l'attente de sa majorité un conseil de régence est institué. C'est son oncle maternel, Chérif Nasser ben Djemil qui prend la présidence de ce conseil.

#### Entre occidentalisme et arabité
Le début de son règne paraît dans un premier temps difficile. En effet, bien qu'il soit parfaitement accepté par les autorités occidentales, notamment grâce à son interdiction en 1953 du parti politique communiste (créé en 1951), il semble que son propre peuple remette en cause sa légitimité à cause de l'influence des différents mouvements panarabes et de la propagande nassérienne qui s'oppose à l'Occident. Le Parlement jordanien forme rapidement une opposition. La famille hachémite semble alors trop en accord avec la politique britannique, ce qui va à l'encontre des idées des Palestiniens jordaniens, qui ne veulent plus de la tutelle des Occidentaux, et principalement des Britanniques.
Dans les années 1950, la carrière politique du roi Hussein prend une tournure totalement différente. Il rejette l'influence occidentale et l'alliance avec la Grande-Bretagne après la crise du canal de Suez en 1956 durant laquelle il se rapproche de l’Égypte de Nasser. Il se voit ainsi obligé d'accepter un gouvernement nationaliste progressiste pour ainsi disposer du soutien d'un Parlement élu en octobre 1957.

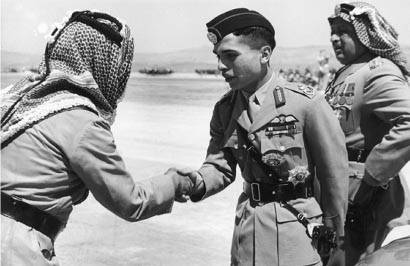
Hussein en tant que commandant de l'armée jordanienne (1956).

#### La mise en place d'un régime autoritaire
En avril 1957, à la suite des désaccords avec le gouvernement concernant l'appréciation du danger soviétique, Hussein renvoie le Premier ministre Sulaymân Nabulsî. Le 13 avril 1957, il est victime d'une confuse tentative de coup d'État militaire et résiste à la tête de ses troupes fidèles dans la ville de Zarqa. en avril 1958, il dissout le Parlement et instaure un régime autoritaire pour asseoir son autorité et limiter l'emprise des radicaux. Le 25 avril, la loi martiale est décrétée, et la constitution mise en place en 1952 — qui affirmait que « le royaume hachémite de Jordanie est un État souverain indépendant et son système de gouvernement est parlementaire avec une monarchie héréditaire » et qui mettait en place la répartition des différents pouvoirs sur le territoire jordanien — est suspendue.
Devant les instabilités externes, le roi Hussein fait appel aux Américains, pour notamment faire face à la menace syrienne dans le nord de la Jordanie.

#### L'union hachémite et la désillusion
En 1958 la République arabe unie (RAU) est créée entre les deux grandes menaces de la Jordanie : l’Égypte de Nasser, et la Syrie de Shukri al-Kuwatli. Ainsi, pour faire face à ces pays, Hussein va essayer de trouver de l'aide et du soutien auprès de son cousin hachémite, Fayçal II, qui est à la tête de l'Irak.
Ensemble, ils mettent en place la Fédération arabe d'Irak et de Jordanie pour contrer une éventuelle attaque de la RAU. Mais en juillet 1958, la révolution en Irak mené par Abdul Karim Qasim met fin au règne de Fayçal II, qui est exécuté ainsi que toute sa famille. Hussein décide alors à nouveau de faire appel aux États-Unis, et parvient à sauver la monarchie de son pays.

#### Une certaine stabilité jordanienne

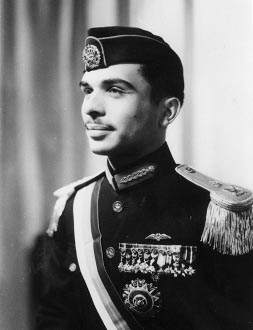
Le roi Hussein en 1953.

Il parvient alors à garder une certaine stabilité, jusqu'en 1960, où il s'oppose de nouveau à Nasser, qui lui demande de l'aide pour la guerre civile yéménite opposant les républicains pro-nassériens aux royalistes pro-saoudiens. Néanmoins, malgré les tensions entre les deux gouverneurs, leurs relations tendues ne s'arrêtent qu'à de petites provocations notamment lors du premier sommet arabe au Caire le 13 janvier 1964. La même année, Hussein décide de faire alliance avec les Palestiniens et est l'un des précurseurs de l'OLP, l’Organisation de libération de la Palestine en 1964. Mais l'OLP tentant de s'établir politiquement en Cisjordanie, Hussein l'interdit alors dans tout son royaume.

#### Alliance arabe pro-palestinienne à la guerre des Six Jours
Le 30 mai 1967, l’Égypte et la Jordanie signent un accord commun de défense. Hussein est alors contraint de s'engager, sous la pression de sa population — avec la Syrie, l'Irak et l’Égypte — dans la guerre des Six Jours contre Israël, entre le 5 et le 10 juin 1967. Les pertes sont importantes pour la Jordanie et lors de ce conflit, il perd Jérusalem-Est et la Cisjordanie désormais occupés par Israël.
Il refuse cependant de prendre part guerre israélo-arabe de 1973 et entretient des canaux de communication avec les dirigeants israéliens, restant par ailleurs un allié des États-Unis (recevant même des millions de dollars de la CIA pour soutenir son train de vie).
Des troupes jordaniennes sont également engagées dans la guerre du Dhofar (Oman) pour y soutenir le régime, menacé par une rébellion d'inspiration marxiste.

#### L'OLP menaçante en Jordanie
À la fin des années 1960, le Fatah, faction de l'OLP, a installé en Jordanie un véritable « État dans l'État » : nombre sans cesse croissant de postes de contrôle tenus par les fedayins, perception d'impôts, refus des Palestiniens de voyager avec des plaques minéralogiques jordaniennes sur leurs véhicules, etc. L’OLP organise des détournements d’avions. Très rapidement, le Mouvement national palestinien va s’opposer au gouvernement jordanien qui est prêt à reconnaître Israël. Les régions de Jordanie où les Palestiniens rejettent en masse l'autorité du roi Hussein se multiplient. De ces zones palestiniennes, l'OLP effectue des raids et des attaques terroristes contre le reste du territoire jordanien et contre Israël. C'est l'époque où Yasser Arafat appelle ouvertement au renversement de la monarchie hachémite en s’appuyant sur le fait que la majorité des habitants de la Jordanie étaient alors Palestiniens. Le roi Hussein cherche désespérément un compromis avec l'OLP pour calmer le jeu. Ces tentatives de médiations sont rejetées en bloc par Arafat[réf. nécessaire].
Absorbé par sa lutte de palais avec Arafat, Hussein cherche également un compromis et la paix avec Israël. C'est le « plan Rogers » qui prévoit la fin des opérations militaires jordaniennes contre l'État hébreu, et la paix également entre l'Égypte et Israël.
Le Fatah et le Front populaire de libération de la Palestine (FPLP) de Georges Habache considèrent ce plan comme une trahison de la cause palestinienne. En 1970, le VIIe Congrès national palestinien déclare que tout État arabe qui ne soutient pas l’OLP serait déclaré comme traître et pourrait être renversé. Au début de l'année 1970, le roi Hussein décide de réduire l'influence d'Arafat et des fedayins en Jordanie. Les choses vont alors s'envenimer et les événements s'accélérer.
Le congrès de l’Union générale des étudiants palestiniens (GUPS) accueille en septembre 1970 des centaines de militants d’extrême gauche étrangers, dont certains sont juifs, entrés parfois clandestinement en Jordanie. Pour certains observateurs, le pays se trouve dans une situation de « double pouvoir » conduisant à effacement progressif de la monarchie devant la résistance palestinienne.

#### «Septembre noir»

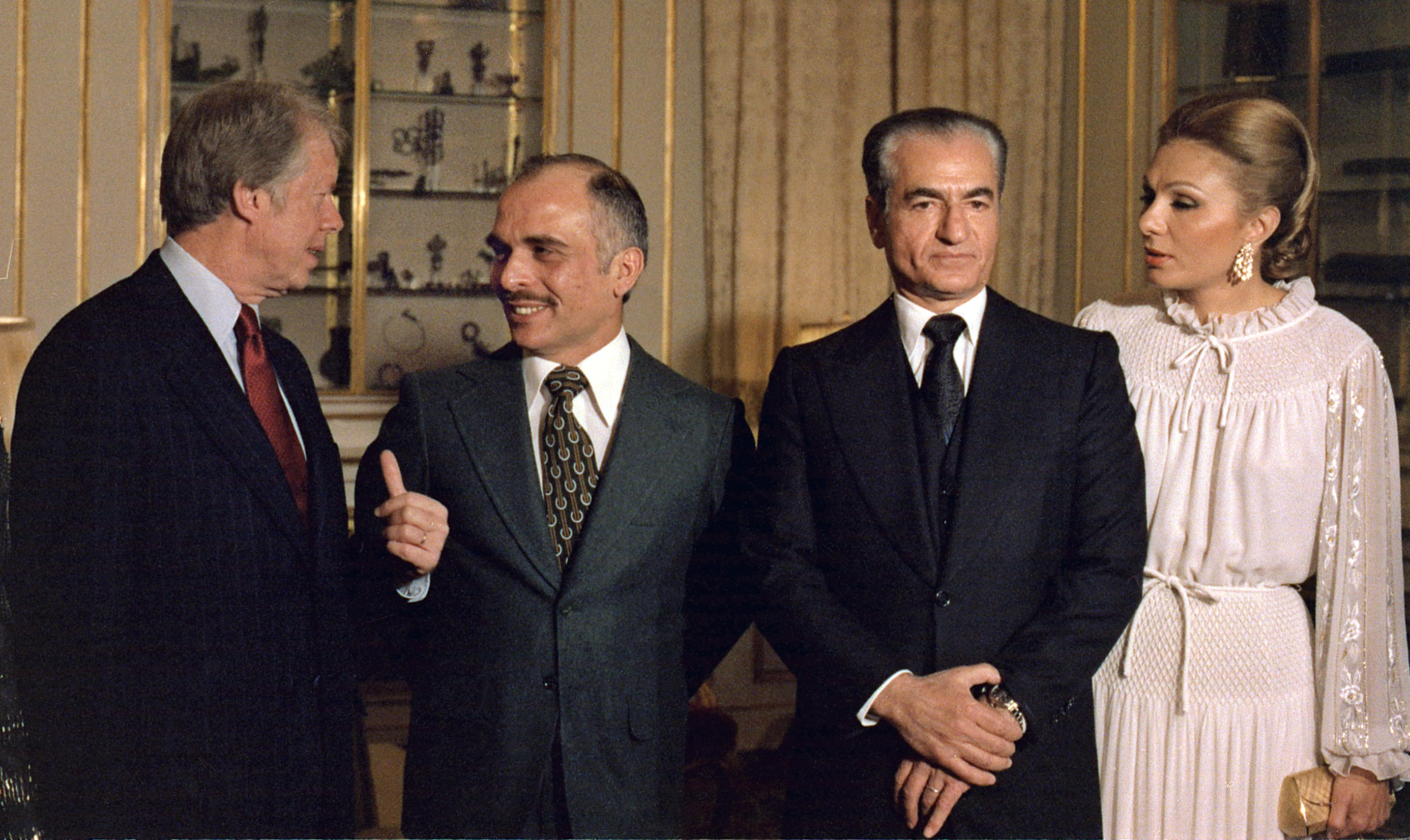
Le roi Hussein avec le président américain Jimmy Carter et le chah d'Iran Mohammad Reza Pahlavi (1977).

Le 1er septembre 1970, le roi Hussein échappe à un attentat palestinien. Le 6 septembre, le FPLP détourne en même temps quatre avions de ligne : une tentative échoue (le détournement du vol d'El Al Amsterdam-New York par un groupe mené par Leïla Khaled), mais les trois autres avions se posent sur l'ancienne base aérienne Dawson à Zarka. Ce détournement est connu le nom de « Dawson's Field hijackings » (« détournement de la base aérienne Dawson »).
Georges Habache déclare : « Tout ce que nous voulons, c'est combattre Israël et rien d'autre. Mais le régime jordanien considère que notre seule présence dans le pays représente pour lui un danger (…) Pour nous, le roi Hussein est un dirigeant réactionnaire, chef d'un État réactionnaire et donc un obstacle. Et pour réussir notre révolution, nous devons supprimer cet obstacle ».
Le 12 septembre 1970, sur la base aérienne, où sont retenus des otages juifs et israéliens, les pirates de l'air du FPLP font exploser les trois avions vides devant la presse internationale. Bien que ces détournements n'aient fait aucune victime et se soient conclus par la libération des otages, ils procurent au roi Hussein le prétexte d'une offensive destinée à rétablir l'ordre. Le 16 septembre, assuré du soutien des États-Unis et d’Israël, il décrète la loi martiale et ordonne le début de l'offensive.
Le 17 septembre 1970, l'armée jordanienne intervient massivement contre les fedayins, et l'artillerie commence à bombarder les camps de réfugiés et les bâtiments qui abritent les organisations palestiniennes.
Les troupes jordaniennes, composées en partie de soldats palestiniens, ne connaissent que peu de défections, contrairement aux espoirs des fedayins. L'envoyé spécial du Monde, le journaliste Éric Rouleau, raconte : « Le roi avait confié la plupart des postes à des Transjordaniens de souche. Il avait organisé une campagne d'information destinée à discréditer les commandos, accusés d’être des athées, des ennemis de Dieu, des alliés des Juifs d’extrême gauche. [..] De jeunes Israéliens, des Juifs européens et américains n'avaient-ils pas participé au congrès de l'Union des étudiants palestiniens ? »
Au bout de dix jours de pilonnages, les camps sont rasés et les organisations palestiniennes doivent trouver refuge au Liban et même en Israël, certains des fedayins de Yasser Arafat préfèrent traverser la frontière israélienne pour ne pas se faire massacrer par les soldats jordaniens. La Syrie envoie alors des blindés à la frontière afin de venir en aide aux Palestiniens, mais Hussein sollicite l'aide des États-Unis et de quiconque est prêt à empêcher la Syrie d'intervenir. Israël répond à la demande d'aide des Jordaniens en envoyant des avions simuler des attaques contre les chars syriens. L'armée syrienne fait demi-tour, abandonnant les troupes d'Arafat à leur sort.
Le 27 septembre 1970, le président égyptien Gamal Abdel Nasser parvient à faire cesser les hostilités entre la Jordanie et l'OLP. Les estimations du nombre de victimes palestiniennes oscillent entre 3 500 (source jordanienne) et 10 000 morts et plus de 110 000 blessés (source palestinienne). L'implantation en masse de combattants palestiniens au Liban, pays politiquement fragile, sera l'un des facteurs déclenchant de la guerre du Liban. Le roi Hussein reprendra finalement le « nettoyage » de la Jordanie durant l'été 1971.

#### La tentative de réconciliation avec l'OLP

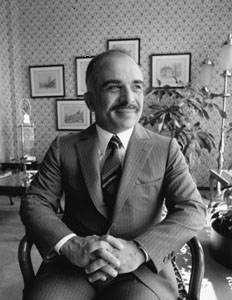
Le roi Hussein de Jordanie en 1980.

Le 15 mars 1972, il déclare vouloir un État rassemblant les deux rives du Jourdain pour les Palestiniens. Il présente ce qu'on appellera le « plan Hussein » : il veut que ce soit la Cisjordanie qui serve de territoire palestinien autonome et formant un État fédéral avec la Jordanie. Hussein obtient le soutien des États-Unis, mais pas des Israéliens qui doivent leur rendre la région pour que le plan prenne forme, ainsi que la désapprobation de l'OLP, et des États arabes, qui pensent qu'il veut rétablir une autorité hachémite sur la Cisjordanie qui ne lui appartient plus.
Durant la guerre du Kippour en 1973 (ou troisième guerre israélo-arabe), Hussein va rester à l'écart des combats ce qui lui a valu des reproches de l’Égypte, de la Syrie et de l'OLP.
Du 26 au 29 octobre 1974, lors du sommet de Rabat, le roi Hussein reconnaît l'OLP comme « l’unique représentant légitime du peuple palestinien », ce qui les amène à des relations plus ou moins cordiales. De plus, il s'accorde avec tous les chefs d’État arabes pour le refus de la signature d'un traité de paix entre l’Égypte et Israël. Pour continuer d'améliorer ses relations avec l'OLP, il les autorise à revenir à Amman, et reçoit même Yasser Arafat en juin 1980, dans son pays. Néanmoins, Hussein ne renonce toujours pas à récupérer la Cisjordanie, et devant le refus de négociation des États arabes et des Palestiniens, ainsi que des soulèvements de plus en plus nombreux des Palestiniens, des réunions secrètes sont organisées et tout lien, que ce soit sur le plan économique ou politique, avec les territoires occupés est rompu. Néanmoins en 1983, en accord avec l'OLP, il tente de créer une Fédération jordano-palestinienne. Mais le 31 juillet 1988, devant l'échec de son projet, il finit par renoncer totalement à la Cisjordanie, qui était annexée depuis le règne de son grand-père, Abdallah Ier (premier roi de Jordanie).

#### Soutien à Saddam Hussein durant la guerre du Golfe
Lors de la guerre du Koweït, qui oppose l'Irak de Saddam Hussein et 34 États coalisés et soutenus par l'ONU (Organisation des Nations unies) entre 1990 et 1991, le roi Hussein prend position en faveur de l'Irak et de Saddam Hussein qui prononce un discours panarabiste, ce qui provoque la colère des États-Unis et des monarchies du Golfe. Une attitude qui lui vaut l'adhésion de la population, majoritairement d'origine palestinienne.

#### Traité de paix avec Israël et alliance avec les États-Unis

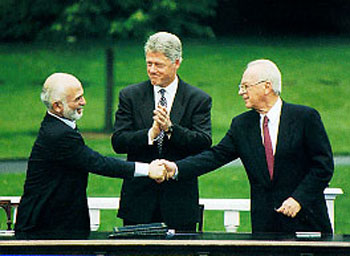
Le roi Hussein de Jordanie avec Yitzhak Rabin et Bill Clinton lors de la signature du Traité de paix israélo-jordanien, en 1994.

Après les accords d'Oslo (signés à Washington, le 13 septembre 1993) qui posent les premières pierres de la résolution du conflit israélo-palestinien, le roi hachémite signe un traité de paix avec Israël le 26 octobre 1994. L'année d'après, il rompt ses liens privilégiés avec l'Irak et se range du côté des États-Unis en permettant à ce dernier d'utiliser son territoire pour mener des opérations en Irak.

#### Dernières années de sa vie
Atteint d'un cancer du rein puis des ganglions lymphatiques, il se fait régulièrement hospitaliser aux États-Unis, tout en continuant à jouer un rôle important sur la scène politique internationale, notamment dans les accords de Wye Plantation le 23 octobre 1998 entre Israéliens et Palestiniens. Ces accords étaient censés permettre le retrait des Israéliens de 13 % du territoire de la Cisjordanie occupée . Mais ces accords sont gelés puis abandonnés deux ans plus tard.
Le roi Hussein meurt des suites de sa maladie le 7 février 1999, son fils Abdallah II, lui succède sur le trône.
Malgré ses nombreux positionnements politiques vis-à-vis des évènements majeurs qui ont secoué le Proche-Orient, le roi Hussein a su ramener la paix au pays avec une relative stabilité. Pour les Jordaniens, il est ainsi considéré à juste titre comme le père de la Jordanie moderne.

## Mariages et descendance
Le roi Hussein de Jordanie s'est marié quatre fois :
1. le 18 avril 1955 à la chérifa Dina bint Abdul-Hamid Al-Aoun (devenue la reine Dina Al-Hussein), 1929-2019). Ils ont eu une fille avant leur divorce en 1957 :
  - la princesse Alia (née le 13 février 1956), mariée à Nasr Wasfi Mirza, puis à Mohamed Al-Saleh. Elle a trois fils : Hussein, né en 1981, avec Nasr Wasfi Mirza, Talal, né en 1989 et Abdul Hamid, né en 1992, avec Mohamed Al-Saleh.
2. le 25 mai 1961 à Antoinette Avril Gardiner (dite la princesse Muna Al-Hussein), née au Royaume-Uni le 25 avril 1941. Leur divorce est prononcé en 1971. Ils ont eu deux fils et deux filles :
  - le roi Abdallah II (né le 30 janvier 1962), qui dirige actuellement le pays. Il est marié à Rania Al-Yassin, ils ont quatre enfants :
    - le prince Hussein (né le 28 juin 1994), prince héritier depuis 2009 ;
    - la princesse Iman (née le 27 septembre 1996) ;
    - la princesse Salma (née le 26 septembre 2000) ;
    - le prince Hashem (né le 30 janvier 2005) ;

  - le prince Fayçal (né le 11 octobre 1963), marié 3 fois à : 1) Alia Tabbaa (de 1987 à 2008) avec qui il a eu un fils et trois filles ; 2) Sara Qabbani (de 2010 à 2013) avec qui il n'a pas eu d'enfants ; 3) Zina Lubbadeh (depuis 2014) avec qui il a eu deux fils :
    - la princesse Ayah (née en 1990) ;
    - le prince Omar (né en 1993) ;
    - la princesse Sara (née en 1997) ;
    - la princesse Aisha (née en 1997), sa sœur jumelle ;
    - le prince Abdallah (né en 2016) ;
    - le prince Mohammed (né en 2017)[9].

  - la princesse Aisha (née le 23 avril 1968), mariée à Zeid Saadedine Juma, ils ont deux enfants :
    - Aoun Juma (née le 27 mai 1992) ;
    - Muna Juma (née le 18 juillet 1996) ;

  - la princesse Zein (née le 23 avril 1968), sa sœur jumelle, mariée à Majdi Al-Saleh, ils ont trois enfants :
    - Ja'afar Al-Saleh (né en 1990) ;
    - Jumana Al-Saleh (née en 1990), sa sœur jumelle ;
    - Tahani Al-Saleh, fille adoptive.
3. le 24 décembre 1972 à Alia Baha ed-Din Toukan (dite la reine Alia al-Hussein), née en Égypte le 25 décembre 1948 et morte dans un accident d'hélicoptère le 9 février 1977. Elle était jordanienne d'origine palestinienne. Ils ont eu une fille et un fils :
  - la princesse Haya (née le 3 mai 1974), marié à l'émir de Dubaï, Mohammed ben Rachid Al Maktoum. Ils ont deux enfants :
    - la princesse Aljalila (née en 2007) ;
    - le prince Zayed (né en 2012) ;

  - le prince Ali (né le 23 décembre 1975), marié à la journaliste algérienne de CNN, Rym Brahimi. Ils ont trois enfants :
    - la princesse Jalilah (née en 2005) ;
    - le prince Abdullah (né en 2007).
4. le 15 juin 1978 à Lisa Najeeb Halaby (devenue la reine Noor Al-Hussein), née aux États-Unis le 23 août 1951. Ils ont eu deux fils et deux filles :
  - le prince Hamzah (né le 29 mars 1980), prince héritier de Jordanie de 1999 à 2009. Le 4 avril 2021, il est brièvement placé en résidence surveillée pour tentative d'atteinte à la sécurité du royaume[10], avant de signer une déclaration d'allégeance au roi Abdallah II, son demi-frère. Marié à sa cousine la princesse Noor bint Asem bin Nayef de Jordanie (également descendante des sultans ottomans), puis à Basmah Al-Otoom, ils ont cinq filles et deux fils :
    - la princesse Haya[11] (née en 2007), née de la princesse Noor bint Asem bin Nayef de Jordanie
    - la princesse Zein (née en 2012), née de Basmah Al-Otoom ;
    - la princesse Noor (née en 2014) ;
    - la princesse Badiya (née en 2016) ;
    - la princesse Nafisah (née en 2018) ;
    - le prince Hussein (né en 2019)[12];
    - le prince Muhammad (né en 2022).

  - le prince Hashim (né le 10 juin 1981), marié à Fahdah Abunayyan. Ils ont trois filles et deux fils :
    - la princesse Haalah (née en 2007) ;
    - la princesse Rayet al-Noor (née en 2008) ;
    - la princesse Fatima al-Alia (née en 2011) ;
    - le prince Hussein Haidara (né en 2015) ;
    - le prince Mohammad Al Hassan (né en 2019).

  - la princesse Iman (née le 24 avril 1983), mariée à Zaid Mirza, ils ont un fils : 
    - Omar Mirza (né en 2014) ;

  - la princesse Raiyah (née le 9 février 1986), mariée à Ned Donovan (petit-fils de l'ambassadeur australien Francis Patrick Donovan et de l'auteur britannique Roald Dahl).

De ses quatre épouses, le roi Hussein a eu onze enfants (six filles et cinq garçons).

## Centres d'intérêt
Le roi Hussein de Jordanie était radioamateur et il a souvent réservé un très bon accueil à des radioamateurs de passage dans son pays. Son indicatif était JY1 ou JY1A.

## Titulature
- 14 novembre 1935 - 20 juillet 1951 : Son Altesse Royale le prince Hussein de Jordanie.
- 20 juillet 1951 - 11 août 1952 : Son Altesse Royale le prince héritier de Jordanie.
- 11 août 1952 - 7 février 1999 : Sa Majesté le roi de Jordanie.

## Décorations

Étendard royal de la Jordanie.

Armoiries du roi Hussein en tant que chevalier l'ordre de la Toison d'or.

### Décorations jordaniennes
Grand maître des ordres nationaux de Jordanie entre 1952 et 1999.
- Collier de l'ordre d'Al-Hussein ibn Ali.
- Grand cordon avec collier de l'ordre suprême de la Renaissance.
- Grand cordon avec collier de l'ordre de l'étoile de Jordanie.
- Grand cordon avec collier de l'ordre de l'Indépendance.
- Grand cordon avec collier de l'ordre de l'Étoile de la Maison Hachémite.

### Décorations étrangères
- Grand-croix de l’ordre du Mérite de la République fédérale d'Allemagne
- Collier de l'ordre du roi Abdelaziz (Arabie Saoudite)
- Grand-croix de l'ordre du Mérite (Autriche)
- Collier de l'ordre d'Al-Khalifa (Bahreïn)
- Grand cordon de l'ordre de Léopold Ier (Belgique)
- Collier de l'ordre de la couronne de Brunei (en)
- Grand-croix de l'ordre des Saints-Cyrille-et-Méthode (Bulgarie)
- Grand cordon de l'ordre du Nil (Égypte)
- Collier de l'ordre d'Isabelle la Catholique (Espagne)
- Chevalier de l'ordre de la Toison d'or (Espagne)
- Grand-croix de l'ordre du Mérite civil (Espagne)
- Grand-croix de l'ordre du Mérite militaire (Espagne)
- Médaille de la liberté de Philadelphie (États-Unis)
- Grand cordon de l'ordre de Salomon (Empire éthiopien)
- Grand-croix de la Légion d'honneur (France)
- Grand-croix de l'ordre du Mérite (Guinée)
- Grand cordon de l'ordre des deux Rivières (Iraq)
- Grand cordon de l'ordre de la Couronne perse (État impérial d'Iran)
- Grand cordon de l'ordre du Chrysanthème (Japon)
- Chevalier grand-croix au grand cordon de l'ordre du Mérite de la République italienne
- Collier de l'ordre de Mubarak le Grand (en) (Koweït)
- Grand-croix de l'ordre du Mérite, classe spéciale (Liban)
- Grand cordon de l'ordre Idris (royaume de Libye)
- Chevalier grand commandeur de l'ordre de la Couronne de Johor (en) (Malaisie)
- Grand-croix d'honneur de l'ordre souverain de Malte
- Collier de l'ordre de la Souveraineté (Maroc)
- Collier de l'ordre du Trône (Maroc)
- Grand-croix de l'ordre du Ouissam alaouite (Maroc)
- Grand-croix de l'ordre de Saint-Olaf (Norvège)
- Grand cordon de l'ordre national du Pakistan (en) (Pakistan)
- Chevalier grand-croix de l'ordre du Lion néerlandais (Pays-Bas)
- Grand-croix de l'ordre de Sikatuna (Philippine)
- Collier de l'ordre de la Tour et de l'Épée (Portugal)
- Grand cordon de l'ordre de l'Indépendance (Qatar)
- Grand-croix de l'ordre royal de Victoria (Royaume-Uni)
- Chevalier commandeur de l'ordre du Bain (Royaume-Uni)
- Chevalier de l'ordre des Séraphins (Suède)
- Grand cordon dans l'ordre des Omeyyades (Syrie)
- Première classe de l'ordre de l'Étoile brillante (Taïwan)
- Collier de l'ordre tunisien de l'Indépendance (Tunisie)
- Grande cordon de l'ordre de la République (Tunisie)
- Première classe de l'ordre de l'Étoile de Yougoslavie
- Chevalier de l'ordre de l'Éperon d'or (Vatican)

## Hommage
- Avenue Hussein-1er-de-Jordanie (Paris)